# Hamílcar el Samnita
Hamílcar el Samnita (en grec antic: Ἀμίλκας, llatí: Hamilcar) va ser un polític cartaginès del segle ii aC.
Va ser un dels caps del partit democràtic a Cartago durant les dissensions que van dividir al país després de la Segona Guerra Púnica, i un dels que va instigar Cartaló d'atacar les tropes del rei de Numídia, Masinissa I. L'any 151 aC, els demòcrates van foragitar de la ciutat tots els que sospitaven que eren favorables al rei númida, i Massinissa va enviar els seus fills Gulussa i Micipsa per demanar la restauració dels exiliats, però no van reeixir, i ni tan sols van ser admesos a la ciutat. Quan es retiraven, els cartaginesos els van atacar i van massacrar la comitiva de Gulussa, que va poder escapar de ben poc. Aquest ultratge va portar a la guerra amb Masinissa i, de retruc, a la Tercera Guerra Púnica. Poc després la pressió romana va obligar a prendre mesures desesperades al nou govern cartaginès, que, per acontentar a Roma, va desterrar Hasdrúbal, Cartaló i probablement Hamílcar, caps del grup partidari de la guerra, sense aconseguir pas per això res positiu dels romans.